# Estação Nossa Senhora das Graças
A Estação Nossa Senhora das Graças é uma das estações do VLT da Baixada Santista, situada em São Vicente, entre a Estação Antônio Emmerich e a Estação José Monteiro. É administrada pela ARTESP.
Foi inaugurada em 6 de junho de 2014. Localiza-se no cruzamento da Avenida Marechal Deodoro com a Avenida Nossa Senhora das Graças. Atende o bairro de Vila Valença, situado na Área Insular da cidade.